# حصن مطرح

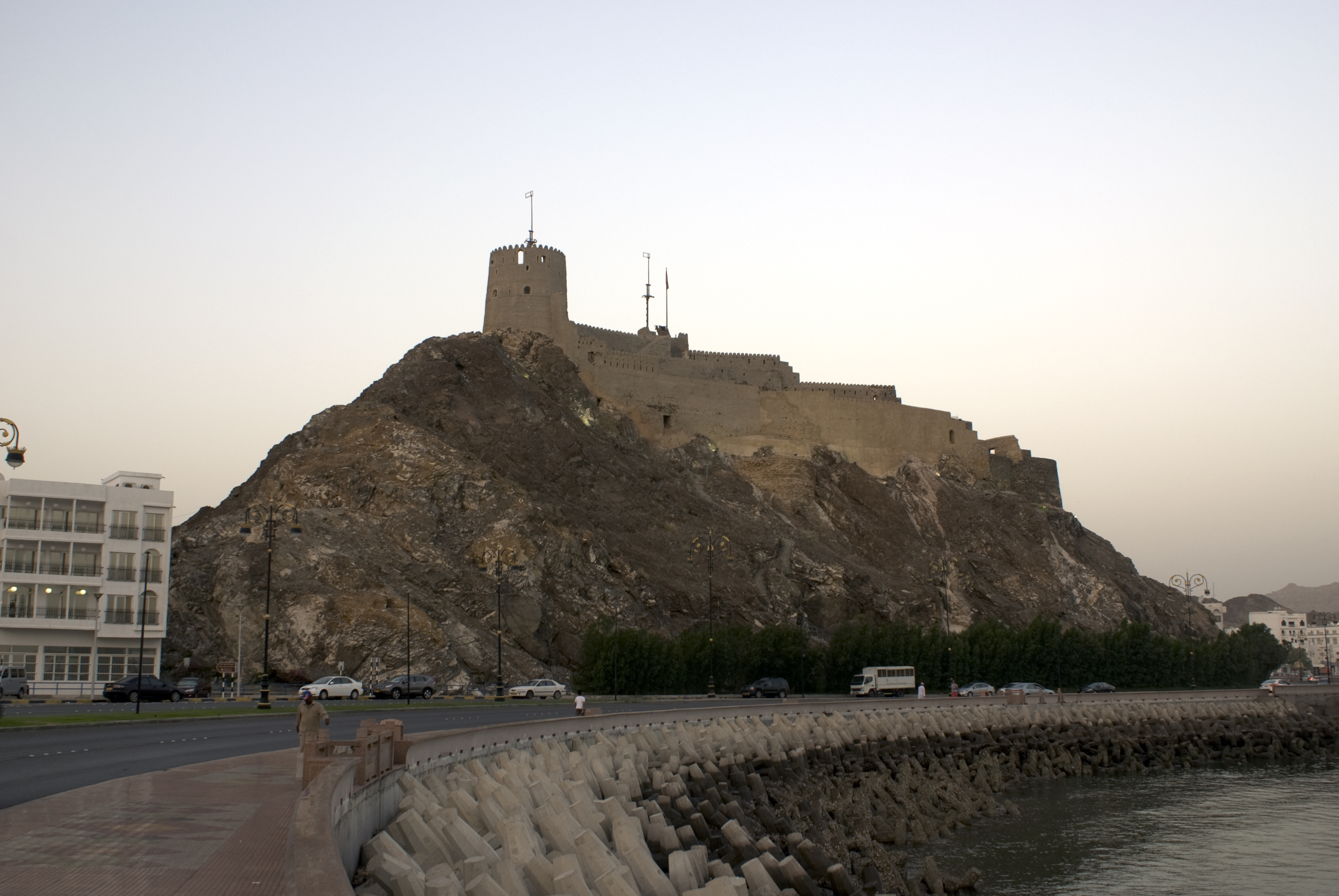

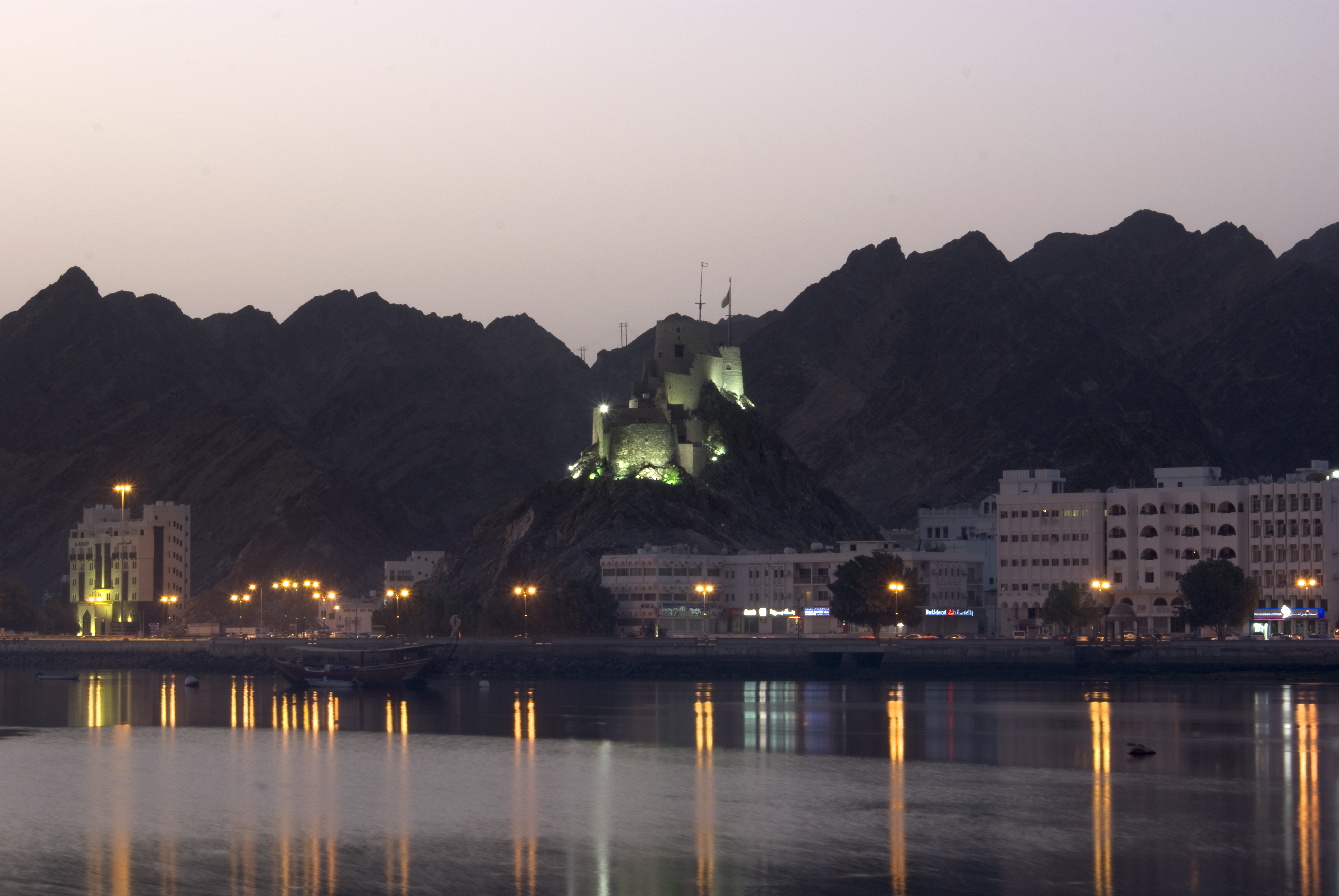

حصن مطرح ، حصن عتيد يقع في مسقط بمحافظة مسقط بسلطنة عمان ، يشرف على الميناء في مطرح التي تكثر بها حركة السفن جيئة وذهابا. من فوق نتوء صخري قريب من الشاطئ وعلى قمة هضبة صخرية ضيقة يطل على حصن مطرح عالياً ويدل في وجوده على تشبث العمانيين باستقلال بلادهم ووحدة أراضيهم. والحصن يبدو أنه كان في الماضي الممر الوحيد الذي يصل بين مطرح ومسقط ويتكون حالياً من ثلاثة أبراج دائرية أحدها برج كبير على القمة والأثنان الباقيان أصغر حجماً ويقع أحدهما عند أول نقطة في الغرب أما البرج الآخر الذي لا يزال عشاً لمدفع قديم فيقع ناحية الشمال من القلعة بالقرب من البرج الكبير. الحصن الذي تم ترميمه وصيانته عام 1981م يعد معلما سياحيا يرتاده الزوار من داخل وخارج السلطنة ويشكل ملحما تاريخيا بارزا ضمن الشواهد الحية التي تحظى بها مسقط عبر حقب ضاربة بجذورها في القدم.